# Sciaphila wariana
Sciaphila wariana là một loài thực vật có hoa trong họ Triuridaceae. Loài này được (Schltr.) Meerend. miêu tả khoa học đầu tiên năm 1984.